# Arbeitsgericht Barmen
Das Arbeitsgericht Barmen war ein Gericht der Arbeitsgerichtsbarkeit mit Sitz in Barmen.

## Geschichte
Gemäß Arbeitsgerichtsgesetz vom 23. Dezember 1926 wurden in Deutschland Arbeitsgerichte gebildet. Diese waren nur in der ersten Instanz organisatorisch selbstständige Gerichte, die Landesarbeitsgerichte waren den Landgerichten zugeordnet. Am Landgericht Elberfeld entstand so 1927 das Landesarbeitsgericht Elberfeld als eines von vier Landesarbeitsgerichten im Bezirk des Oberlandesgerichtes Düsseldorf. In Barmen entstand das Arbeitsgericht Barmen. Sein Sprengel umfasste den Bezirk des Amtsgerichtes Barmen. Es bestand jeweils eine Kammer für Arbeiter, für Angestellte und für Handwerk.
Mit dem Zusammenschluss von Barmen und Elberfeld und der Umbenennung in Wuppertal 1930 wurde das Arbeitsgericht Barmen aufgehoben und sein Sprengel dem neu gegründeten Arbeitsgericht Wuppertal zugeordnet.